# Maria Bortnowska

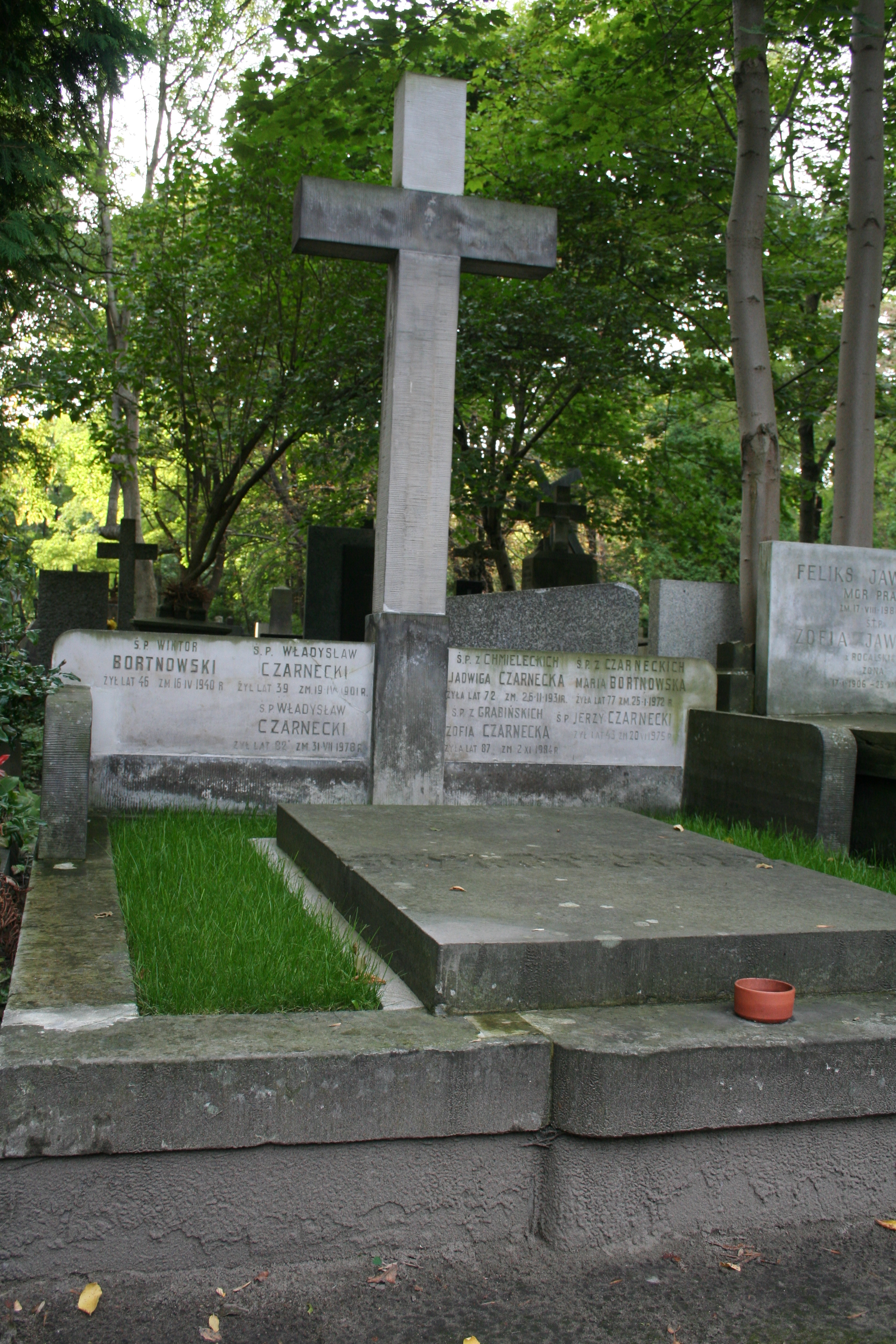
Grób Marii Bortnowskiej na warszawskich Powązkach

Maria Józefa Bortnowska (ur. 1894, zm. 25 stycznia 1972) – działaczka Polskiego Czerwonego Krzyża, żołnierz Armii Krajowej, więźniarka m.in. obozu koncentracyjnego Ravensbrück.

## Życiorys
W roku 1919 wzięła udział w pracach Biura Informacyjnego, będącego wówczas sekcją Towarzystwa „Sanitariusz Polski”, które zostało przejęte przez Polski Czerwony Krzyż. W latach 30. była kierowniczką referatu Zarządu Głównego Polskiego Czerwonego Krzyża. 
W czasie II wojny światowej była żołnierzem Wojskowej Służby Kobiet Armii Krajowej. W latach 1939–1942 i 1945–1947 kierowała w Warszawie Biurem Informacyjnym Polskiego Czerwonego Krzyża. Była organizatorką pomocy ofiarom i jeńcom, rejestracji strat, łączenia rodzin, ekshumacji. Ponieważ wbrew niemieckim zarządzeniom pomagała także Żydom oraz polskim jeńcom wojennym – 23 października 1942 została aresztowana przez Gestapo i uwięziona na Pawiaku. Następnie 23 czerwca 1943 została wywieziona do więzienia Praesidium Gestapo przy Alexanderplatz w Berlinie, a w sierpniu 1943 wysłano ją do Ravensbrück (numer obozowy 20519), gdzie przebywała do wyzwolenia obozu w 1945 (opuściła go z ostatnim transportem Polek w lipcu 1945). Działała tam w polskich organizacjach podziemnych. 
Po powrocie do Polski podjęła pracę w Biurze Informacyjnym PCK. 4 marca 1947 została aresztowana przez Urząd Bezpieczeństwa pod fałszywym zarzutem współpracy z Niemcami i skazana na 3 lata więzienia. Inspiracją do procesu był fakt, iż Bortnowska w czasie wojny zbierała dane o sowieckim wykonawstwie zbrodni w Katyniu i przekazywała je przez Armię Krajową władzom polskim na emigracji. 5 czerwca 1948 po interwencjach byłych więźniarek z Ravensbrück została zwolniona z więzienia. Podjęła pracę w Naczelnej Organizacji Technicznej, skąd odeszła na emeryturę. Po 1956 roku zrehabilitowana.
Maria Bortnowska pochowana jest w grobowcu rodzinnym na cmentarzu Powązkowskim w Warszawie (kwatera 208-1-27,28).

## Ordery i odznaczenia
- Złoty Krzyż Zasługi (10 listopada 1938)[4]
- Srebrny Krzyż Zasługi (19 marca 1937)[2]